# Hoya samoensis
Hoya samoensis ist eine Pflanzenart der Gattung der Wachsblumen (Hoya) aus der Unterfamilie der Seidenpflanzengewächse (Asclepiadoideae).

## Merkmale
Hoya samoensis ist eine ausdauernde, windende, kletternde Pflanze, deren fadenförmige Triebe mehrere Meter lang werden können. Die Triebe messen im Querschnitt bis 3 mm und besitzen kurze Haftwurzeln entlang der Internodien. Die Blätter sind gestielt, die Stiele sind 0,7 bis 1 cm lang. Die Blattspreiten sind elliptisch-eiförmig und 7 bis 10 cm lang, bei einer Breite von bis zu 3,5 bis 4 cm. Sie sind dick, fleischig bis sukkulent, grün bis gelbbraun gefärbt und kahl. Die Ränder sind ganzrandig und nicht zurück gebogen. Die Basis ist herzförmig, der Apex spitz bis zugespitzt. Die Blattnervatur besteht aus fünf Blattadern, die (fast) von der Basis ausgehen. Die mittlere Blattader und das innere Paar Blattadern sind durch quer verlaufende Blattadern miteinander verbunden. Alle vegetativen Teile sondern bei Verletzung einen weißen Milchsaft ab.
Der doldenförmige Blütenstand enthält 8 bis 25 Einzelblüten. Die Oberseite ist konvex gewölbt bzw. halbkugelig. Der Blütenstandsstiel ist 2,5 bis 3,8 cm lang. Die Blütenstiele sind ca. 1,5 bis 2 cm lang. Die grünlich-gelbe bis aprikotfarbene Blütenkrone hat einen Durchmesser von 10 bis 15 mm. Die Basis der Kronblätter ist verwachsen. Die kahlen Kronblattzipfel sind schwach bis stark zurück gebogen. Sie sind länglich, eiförmig, 6 bis 7 mm lang und 4 bis 4,5 mm breit (an der Basis). Die Nebenkrone ist weißlich mit elliptischen bis gerundet-rhombischen Zipfeln. Der Apex ist stumpf-gerundet. Die Pollinien sind länglich, bei der Unterart savaiiensis 600 µm lang, max. 180 µm  breit mit einem äußeren hyalinen Rand. Die Caudiculae sind 80 µm recht kurz. Das rhombenförmige Corpusculum ist mit 100 µm Länge und 70 µm Breite vergleichsweise sehr klein. Die Blüte duftet nur schwach bis gar nicht.

## Ähnliche Art
Hoya samoensis ist der Hoya cominsii sehr ähnlich (wenn nicht sogar identisch; siehe Taxonomie). Sie unterscheidet sich durch die schlankeren Blätter und die keilförmige Basis der Blätter.

## Geographische Verbreitung und Habitat
Die Art kommt auf der Inselgruppe Samoa vor. Das Habitat sind offene tropische Wälder.

## Taxonomie
Das Taxon wurde 1868 von Berthold Carl Seemann vorgeschlagen. Die Beschreibung ist allerdings sehr kurz und diagnostisch nicht ausreichend. Das Typusexemplar, von einem Powell gesammelt, soll sich im Herb. Hook. befinden. Häufig wird Hoya cominsii von den Salomonen als Synonym von Hoya samoensis betrachtet. Allerdings führt Kew Science - Plants of the World online beide Arten als gültige Taxa. Derzeit wird die Art in zwei Unterarten unterteilt:
- Hoya samoensis subsp. samoensis Seem.
- Hoya samoensis subsp. savaiiensis Kloppenb.[4] Die Blütenstands- und Blütenstiele sind deutlich länger. Die Innenseite der Kronblattzipfel sind glatt.